# Partha Pratim Bora
Pour les articles homonymes, voir Bora (homonymie).
 (mars 2017).
Partha Pratim Bora (Assamese, পার্থ প্ৰতীম বৰা, 6 juin 1989) est un avocat et homme politique indien de Sonitpur (Assam) membre du Congrès national indien.